# Senegal (fiume)
Il Senegal (fr. Sénégal) è un fiume dell'Africa occidentale, tributario dell'Oceano Atlantico.

## Percorso e bacino idrografico
Il fiume nasce dalla confluenza dei due rami sorgentiferi Bafing e Bakoye (che hanno le loro sorgenti nei versanti orientali del massiccio del Futa Jalon) presso Bafoulabé in territorio maliano. Poco dopo il suo ingresso in territorio senegalese il Senegal riceve le acque del Falémé, il suo maggiore affluente.
Scorre successivamente lungo il confine fra Mauritania e Senegal per più di 800 chilometri, dapprima mantenendo una direzione mediamente nordoccidentale, successivamente occidentale; sfocia nell'oceano Atlantico nei pressi della città di Saint-Louis, con uno stretto estuario protetto da un lungo cordone sabbioso chiamato Langue de Barbarie, la cui presenza "obbliga" il fiume a scorrere per molti chilometri verso sud prima di trovare uno sbocco libero per l'oceano.
Il letto del fiume, a valle della città di Bakel (nel medio corso), si divide in due o tre canali formando lunghe e strette isole sabbiose. Il suo basso corso è caratterizzato da debolissime pendenze, tanto che l'influenza dell'oceano (sotto forma di variazioni di marea) arriva a sentirsi anche a quasi 500 chilometri nell'interno; questo tratto del corso è soggetto a vaste esondazioni, che formano un complesso di laghi, stagni, bracci secondari chiamati localmente marigots.
Il bacino idrografico del fiume si estende per la maggior parte in zone aride a topograficamente piatte; a causa di ciò il Senegal non ha nessun affluente di un certo rilievo ad esclusione del Falémé; tutto il resto del bacino a valle della confluenza di questo fiume è costituito da bassopiani aridi senza corsi d'acqua permanenti, dove solo occasionalmente nella stagione delle piogge si riempiono di acqua i solchi fluviali, relitti di climi più umidi dell'attuale. Il maggiore tra questi corsi d'acqua temporanei è il Ferlo, che attraversa l'omonima regione geografica senegalese tributando le sue acque al Senegal tramite il lago Guiers.

## Importanza economica
Il fiume Senegal riveste una notevole importanza dal punto di vista economico per le regioni attraversate. Le acque del fiume sono utilizzate per scopi irrigui, soprattutto in Senegal e in Mauritania che si estendono su aree tendenzialmente aride, con precipitazioni scarse e irregolari.
Il fiume è inoltre navigabile per molti chilometri a monte della foce, anche se la possibilità di navigazione dipendono dal livello delle acque. Il tratto del fiume che risale dalla foce fino a Podor in Senegal (circa 280 km complessivi) è navigabile tutto l'anno; nel periodo agosto-ottobre il fiume è navigabile da piccole imbarcazioni fino a Kayes, quasi 1.000 chilometri a monte della foce, mentre nel periodo gennaio-luglio i natanti possono risalire fino a Matam (circa 650 km a monte della foce).

## Galleria d'immagini

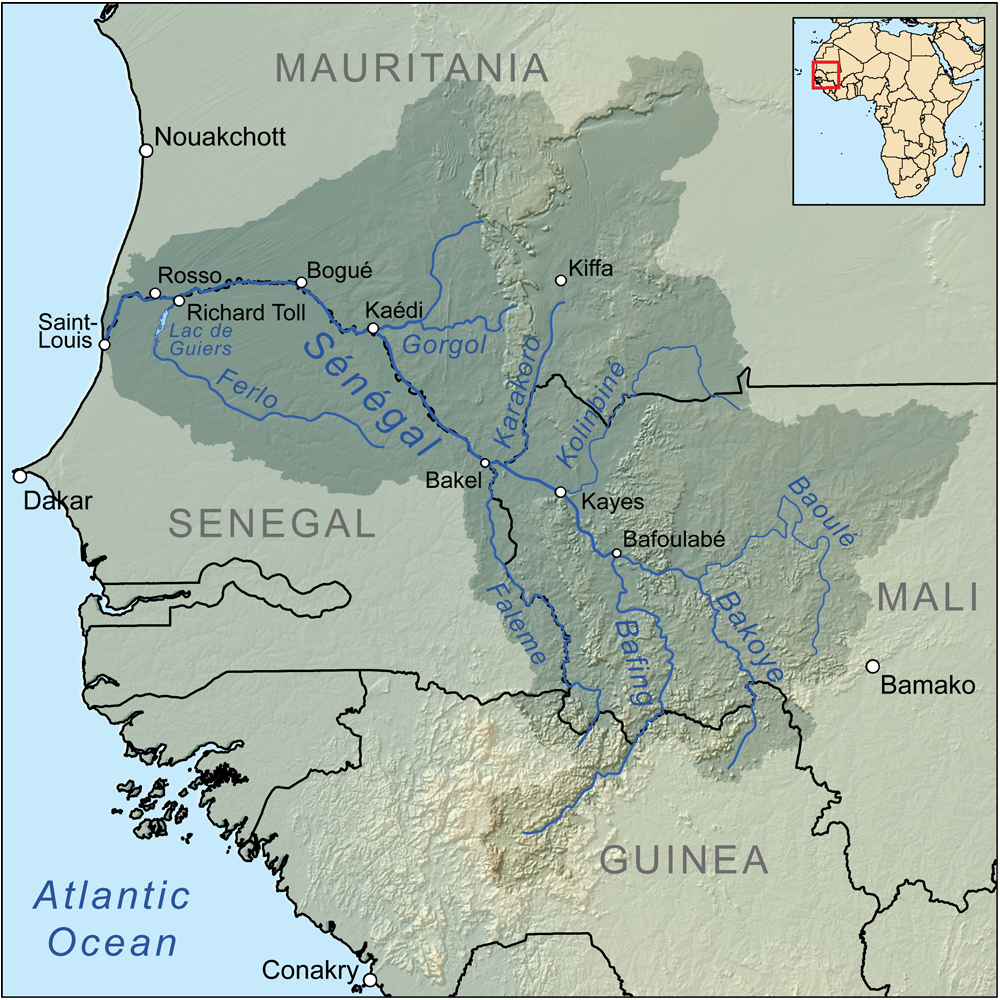
Il bacino idrografico del fiume Senegal.
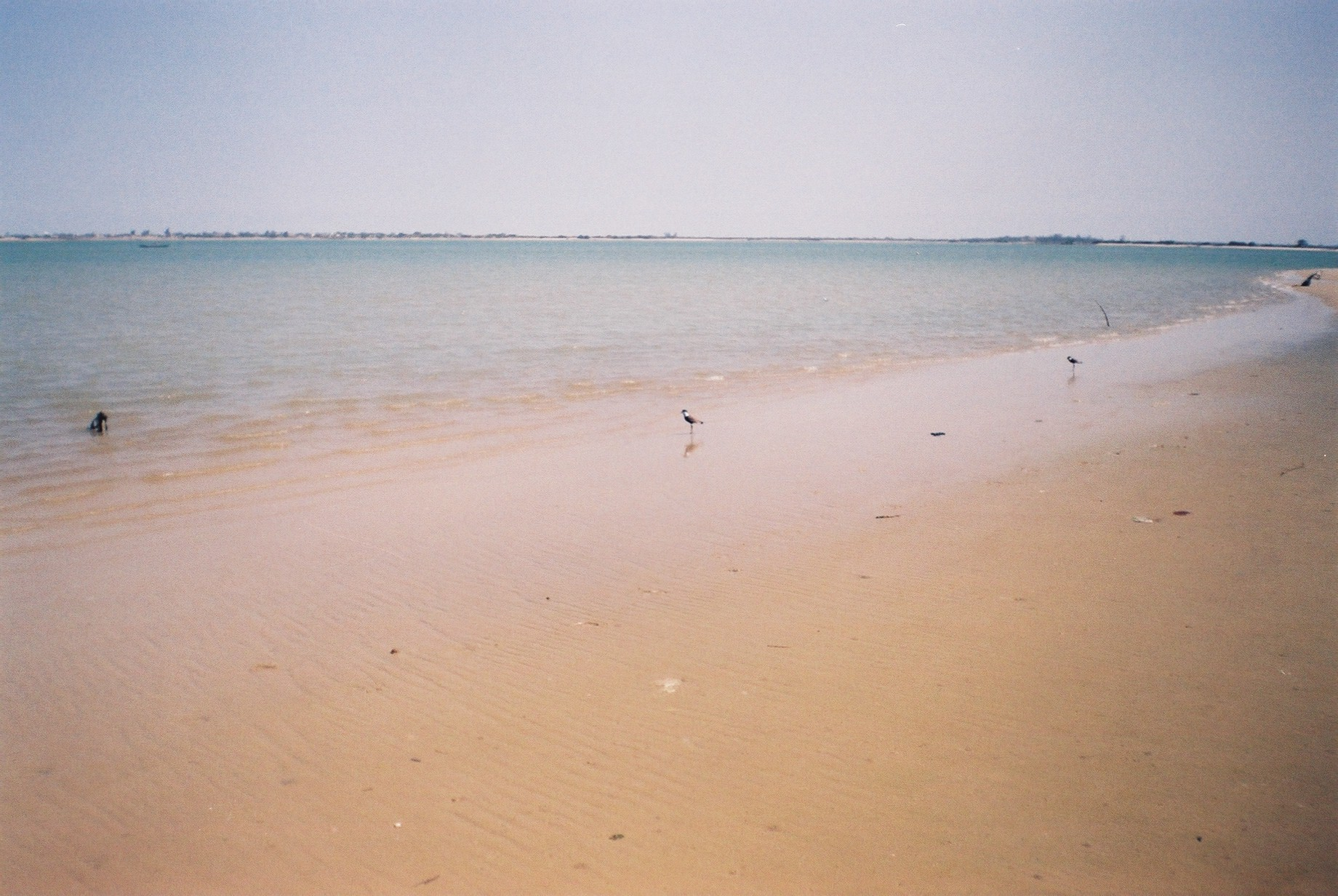
La Langue de Barbarie, importante cordone sabbioso alla foce del Senegal.
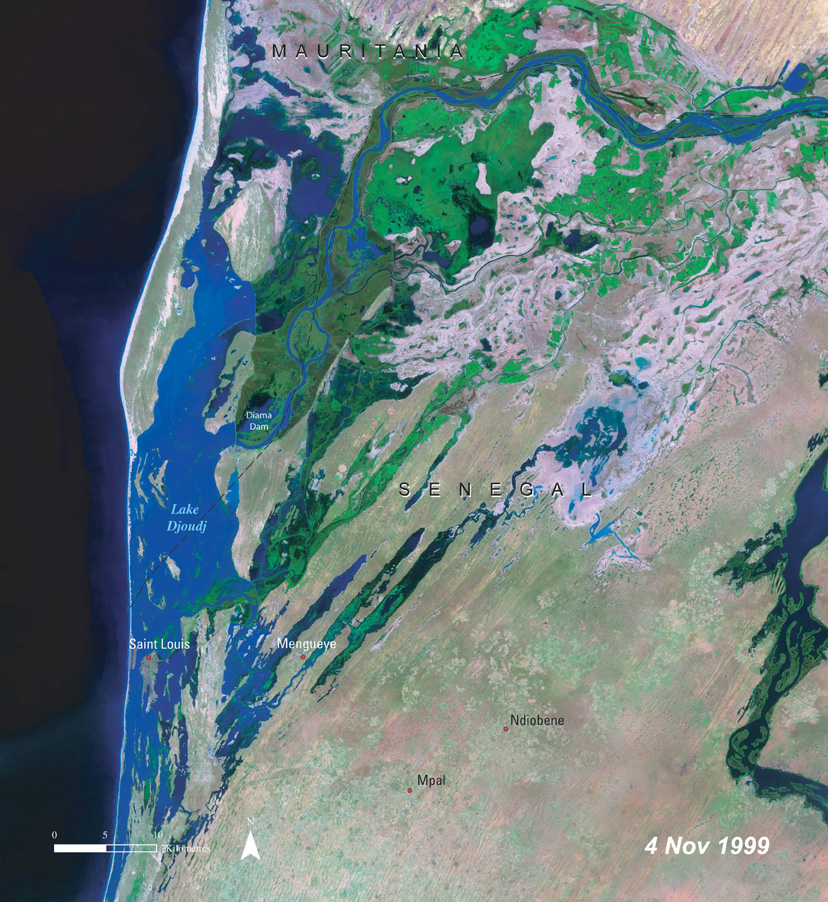
Immagine satellitare della foce del fiume: si può notare il lungo cordone sabbioso parallelo alla costa, che costringe il fiume ad un suo aggiramento verso sud.
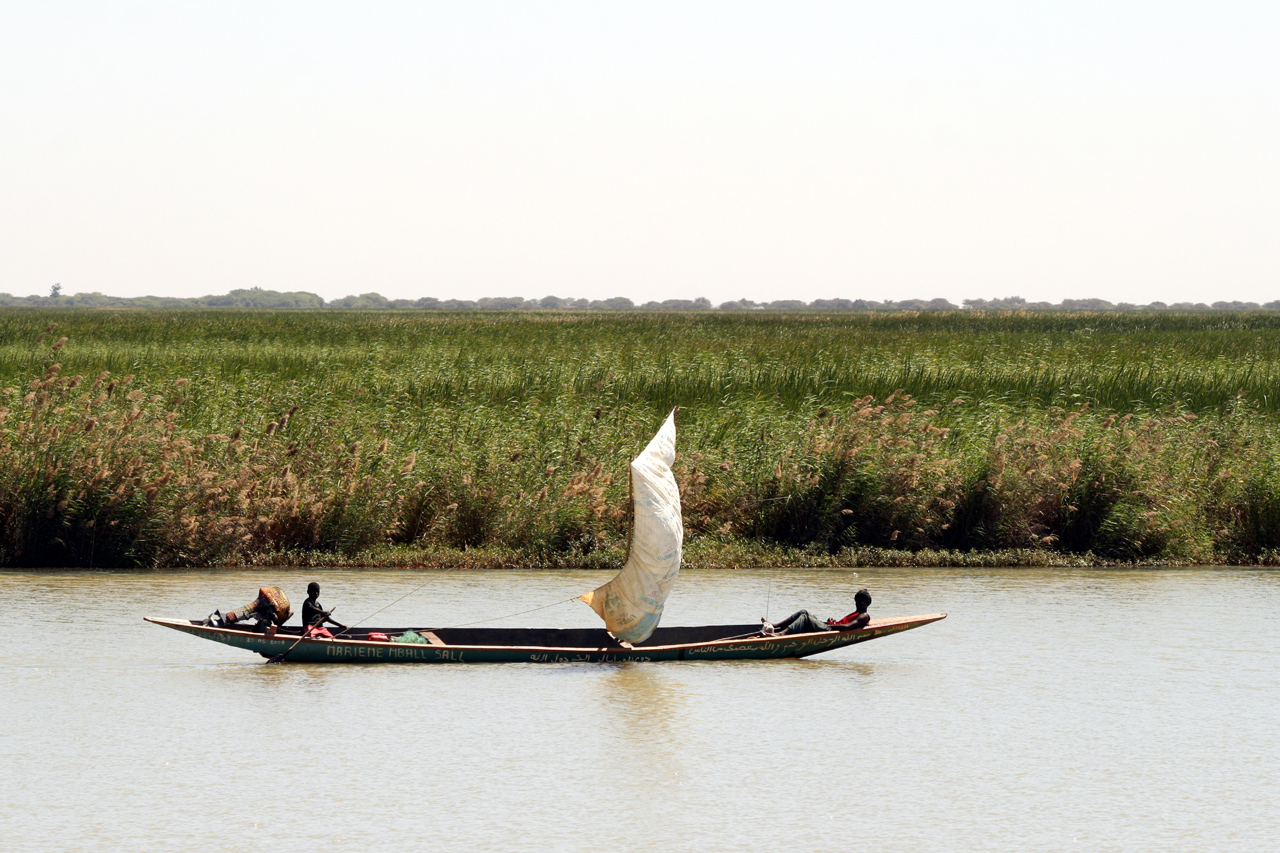
Piccoli natanti in navigazione sul fiume.